# D4 (Slowakije)
De D4 (Diaľnica 4) is een autosnelweg in het zuidwesten van Slowakije. De D4 sluit bij grensovergang Jarovce / Kittsee (Oostenrijk) aan op de Oostenrijkse Nordost Autobahn (snelweg A6), die op 19 november 2007 is opengesteld.
De uiteindelijke lengte van de D4 wordt 33 kilometer. Hiervan is nu 3 kilometer gereed, de overige 30 kilometer zitten nog in de planningsfase.

## Traject
De geplande D4 buigt bij Senec in zuidwestelijke richting af van de D1 en vormt een zuidelijke rondweg om Bratislava, kruist de D2 en gaat verder tot de grensovergang bij Jarovce / Kittsee (Oostenrijk).
De totale lengte bedraagt 33 kilometer, waarvan op dit moment alleen het deel tussen de toekomstige kruising met de D2 en de grens met Oostenrijk gereed is. Dit deel heeft een lengte van 3 kilometer. Het knooppunt met de D2 werd in 1998 aangelegd. De overige 30 kilometer worden nog gepland.